# نیه‌گوا
نگگووا (به لاتین: Niegowa) یک روستا در لهستان است که در گمینا نگگووا واقع شده‌است.